# Hornisgrinde-Biberkessel (Schonwald)
Das Gebiet Hornisgrinde-Biberkessel ist ein mit Verordnung vom 15. September 2004 durch die Körperschaftsforstdirektion Freiburg ausgewiesener Schonwald (Schutzgebiet-Nummer 200003) bei Sasbach im Ortenaukreis in Baden-Württemberg.

## Lage
Das Schutzgebiet befindet sich im Biberkesselkar westlich der Gemeinde Sasbachwalden. Es liegt im Gemeindewald Sasbach im Distrikt I, Abteilungen 12, 13 (z. T.) und 14 (z. T.) auf dem Flurstück 1455 (z. T.) der Gemarkung Sasbach.
Das Gebiet des Schonwalds ist nahezu deckungsgleich mit dem Naturschutzgebiet Hornisgrinde-Biberkessel. Der Schonwald ist Teil des FFH-Gebiets Wilder See-Hornisgrinde und Oberes Murgtal und er ist Teil des Vogelschutzgebiets Nordschwarzwald.
Der Bach Biberach entspringt im Schonwald.

## Vegetation
Im Schonwald kommen laut Waldbiotopkartierung die folgenden Pflanzen vor:
Weiß-Tanne, Berg-Ahorn, Grauer Alpendost, Wald-Frauenfarn, Hänge-Birke, Moor-Birke, Rippenfarn, Igel-Segge, Braun-Segge,
Alpen-Milchlattich, Rasen-Schmiele, Drahtschmiele, Breitblättriger Dornfarn, Rotbuche, Harzer Labkraut, Tannenbärlapp, Flatter-Binse,
Sparrige Binse, Wald-Hainsimse, Sprossender Bärlapp, Pfeifengräser, Borstgras, Gemeine Fichte, Bergkiefer, Waldkiefer, Quirlblättrige Weißwurz,
Gewöhnlicher Tüpfelfarn, Adlerfarn, Ohr-Weide, Stern-Steinbrech, Vogelbeere, Bergfarn, Rasenbinse, Heidelbeere, Rauschbeere,
Preiselbeere.

## Schutzzweck
Der Schutzzweck des Schonwalds ist gemäß Schutzgebietsverordnung
- die Erhaltung und Förderung der naturnahen Bestockung in den verschiedenen Behandlungstypen;
- Behandlungstyp A: Erhaltung der Laubbäume (Moorbirke, Eberesche, Mehlbeere, Weiden und Rotbuchen) sowie der Fichten und Latschen im Bereich der steilen Karwände (Lawinenschutzwald);
- Behandlungstyp B: Sicherung des autochthonen Fichtenvorkommens sowie der einzelnen Tannen, Latschen und Laubbäume im Bereich der Karböden und auslaufenden Karwände;
- Behandlungstyp C: Erhaltung der Latschen auf den Hochmoor- und Grindenflächen;
- Behandlungstyp D: Erhaltung und Sicherung der Moorrestflächen.

## Betreuung
Wissenschaftlich betreut wird der Bannwald durch die Forstliche Versuchs- und Forschungsanstalt Baden-Württemberg (BVA).